# Kameana Balka, Mîkolaiiv
Kameana Balka (în ucraineană Кам'яна Балка) este un sat în comuna Kîreakivka din raionul Mîkolaiiv, regiunea Mîkolaiiv, Ucraina.

## Demografie
Componența lingvistică a localității Kameana Balka
     Ucraineană (96,77%)
     Rusă (3,23%)
Conform recensământului din 2001, majoritatea populației localității Kameana Balka era vorbitoare de ucraineană (96,77%), existând în minoritate și vorbitori de rusă (3,23%).